# 天主教洛德瓦爾教區
天主教洛德瓦爾教區（拉丁語：Dioecesis Loduarinus）是肯亞一個羅馬天主教教區，屬基蘇木總教區。
教區的前身是一個於1968年1月11日成立的宗座監牧區，1978年1月30日升為教區。
教區位於圖爾卡納縣。2004年有48,759名教友（佔轄區總人口10.2%）、二十個堂區、五十七名司鐸。教區主教現時出缺，榮休主教為巴特利爵·若瑟·哈靈頓。